# Wildrose
Wildrose – miasto w Stanach Zjednoczonych, w stanie Dakota Północna, w hrabstwie Williams.